# Вулиця Черняховського (Київ)
Ву́лиця Черняхо́вського — вулиця в Шевченківському районі м. Києва, місцевості Дехтярі, Нивки. Пролягає від вулиці Марка Безручка до Ружинського провулку. 
До вулиці Черняховського прилучаються вулиці Всеволода Петріва, Естонська, Сергія Параджанова (двічі), Вовчогірська та Ґолди Меїр.

## Історія
Вулиця Черняховського виникла в середині XX століття під назвою 861-а Нова. Сучасну назву вулиця отримала у 1955 році на честь Івана Черняховського, радянського військового діяча, двічі Героя Радянського Союзу.
Забудова переважно малоповерхова, садибного типу.